# ビアンカ・カッペッロ
ビアンカ・カペッロ（Bianca Cappello, 1548年 - 1587年10月17日）は、トスカーナ大公フランチェスコ1世・デ・メディチの2度目の妃。ヴェネツィアの裕福な貴族であるカペッロ家出身で、美女の誉れ高かった。

## 生涯
15歳で、銀行家サルヴィアーティ家に仕えるピエトロ・ボナヴェンチュリというフィレンツェ人と恋仲になり、1563年11月に駆け落ちして結婚、フィレンツェでピエトロの長女・ペレグリーナを生んだ。ヴェネツィア政府は、実家を出奔したビアンカを連れ戻して逮捕しようとあらゆる努力を重ねたが、トスカーナ大公コジモ1世がビアンカの味方をし、ヴェネツィア政府を妨害した。
しかし、フィレンツェでの生活は必ずしも幸せなものではなかった。そのうち彼女は、危険で節操がないと評判の大公太子・フランチェスコに見そめられた。フランチェスコには身分が高く魅力的な妃ジョヴァンナがありながら、彼はビアンカを誘惑し、宝石・金といったあらゆる贈り物を貢いだ。また、ビアンカの夫・ピエトロも宮廷に雇われる。お人好しだったといわれる彼も次第に宮廷の見目麗しい貴婦人たちとの情事に溺れるようになった。1572年、彼はいくつかの女がらみの痴話喧嘩に巻き込まれた末、フィレンツェの路上で殺された。ビアンカとフランチェスコが、ピエトロを消すよう暗躍したと囁かれた。
1574年にコジモ大公が死にフランチェスコが大公となると、彼は晴れて堂々とビアンカをそば近くにおき、妃ジョヴァンナにそれをあてつけて、ビアンカへの寵愛がジョヴァンナよりも勝ることを見せつけた。ジョヴァンナが生んだフィリッポ大公子が幼くして1582年に亡くなると、男子のいないフランチェスコのために自分が男の子を産みたいとビアンカは切望した。次期大公の母になれなければ自身の地位がいかにもろいものか、彼女は知っていたのである。
1578年にジョヴァンナが死ぬと、わずか2ヶ月後にフランチェスコはビアンカと正式に結婚し、このことは1579年6月10日に公にされた。ヴェネツィア政府は、ビアンカの存在がトスカーナ大公国との良好な関係を保つために重要であることを認識し、今までの憤りをひとまず収め、公的に大公の再婚を祝福した。しかし子宝はビアンカになかなか授からず、彼女は夫が自分より先に死ねばメディチ家、特に彼女を激しく嫌うフェルディナンド枢機卿（のちのフェルディナンド1世・デ・メディチ）が自分を邪魔者にすることを知っており、彼を亡き者にすることを考えたという。
ところが、1587年10月にポッジョ・ア・カイアーノにある別荘でビアンカとフランチェスコは相次いで急死してしまった。長い間、歴史家たちの間で死因が毒殺か、マラリアに感染したための病死か、意見が割れてきた。一時砒素中毒説が有力になったが、少なくともフランチェスコに関してはマラリアが死因とする報告が2010年に発表された（詳細はフランチェスコ1世・デ・メディチを参照）。彼女の遺体はフェルディナンドによって、フランチェスコとは別の場所に葬られ行方不明になって今日に至っている。